# Sabina Khasayeva
Sabina Samad gizi Khasayeva nascida Suleymanova ; nascida a 30 de março de 1993) é uma política do Azerbaijão que é membro da Assembleia Nacional desde 2020. Ela foi a deputada mais jovem eleita nas eleições parlamentares do Azerbaijão de 2020 .